# ココロ (アルバム)
『ココロ』は、日本の声優、田中理恵の3枚目のオリジナル・アルバム。2010年10月20日にウェーブマスターより発売された。販売元はジェネオン・ユニバーサル・エンターテイメント。

## 概要
- 前作『24 wishes』から約7年ぶりとなるオリジナル・アルバム。
- 「初回限定盤」「通常盤」の計2形態で発売となった。初回限定盤のみミニ写真集が封入されている。
- アルバムの音楽プロデュースは、『聖闘士星矢 冥王ハーデス編』『リングにかけろ』の主題歌を担当したことでも話題になったMarina del rayの柿川（Kacky）博文が担当し[2]、本人自身が作詞した1曲以外全ての歌詞をRYTHEMの加藤有加利が書き下ろしている[3]。
- CDブックレットのクレジットに作曲者の御名前を間違いがあり、アルバムの公式サイトで訂正された[4]。

## 批評
音楽出版社の音楽雑誌『CDジャーナル』は、「作詞家を限定することで、彼女自身の“今、感じている想い”“大切にしている気持ち”を、恋愛物語や日常風景の中に投影しながら表現している。自らも「ココロ」の作詞を担当。大切な人(ファン)と寄り添い歩きたい気持ちが、随所から見えてきた。」と批評した。

## 収録曲
| 全作詞: 加藤有加利（8曲目を除く）、田中理恵（8曲目）。 |                  |                                               |            |            |      |
| #                                                      | タイトル         | 作詞                                          | 作曲       | 編曲       | 時間 |
| 1.                                                     | 「Let it be」    | 加藤有加利 （8曲目を除く）、田中理恵（8曲目） | Kacky      | 大石憲一郎 | 4:24 |
| 2.                                                     | 「Dilemma」      | 加藤有加利 （8曲目を除く）、田中理恵（8曲目） | 加藤有加利 | あらケン   | 3:31 |
| 3.                                                     | 「in or out?」   | 加藤有加利 （8曲目を除く）、田中理恵（8曲目） | 井手コウジ | あらケン   | 4:31 |
| 4.                                                     | 「月とダンス」   | 加藤有加利 （8曲目を除く）、田中理恵（8曲目） | 新津由衣   | 大石憲一郎 | 3:54 |
| 5.                                                     | 「SUPERMAN」     | 加藤有加利 （8曲目を除く）、田中理恵（8曲目） | 大石憲一郎 | 大石憲一郎 | 3:59 |
| 6.                                                     | 「人魚姫の涙」   | 加藤有加利 （8曲目を除く）、田中理恵（8曲目） | 加藤有加利 | 大石憲一郎 | 4:29 |
| 7.                                                     | 「FRAME」        | 加藤有加利 （8曲目を除く）、田中理恵（8曲目） | 新津由衣   | 大石憲一郎 | 4:15 |
| 8.                                                     | 「ココロ」       | 田中理恵                                      | Kacky      | 大石憲一郎 | 5:10 |
| 9.                                                     | 「空飛ぶピエロ」 | 加藤有加利 （8曲目を除く）、田中理恵（8曲目） | 小林哲也   | 小林哲也   | 4:52 |
| 10.                                                    | 「Orange」       | 加藤有加利 （8曲目を除く）、田中理恵（8曲目） | Kacky      | 大石憲一郎 | 5:34 |
| 合計時間:                                              | 合計時間:        | 合計時間:                                     | 合計時間:  | 44:39      |      |